# اغلا (آيت امحند اوموسى آيت داوود)
اغلا هو دُوَّار يقع بجماعة عين تزيتونت، إقليم شيشاوة، جهة مراكش آسفي في المملكة المغربية. ينتمي الدوّار لمشيخة آيت امحند اوموسى آيت داوود التي تضم 31 دوار. يقدر عدد سكانه بـ 195 نسمة حسب الإحصاء الرسمي للسكان والسكنى لسنة 2004.

## روابط خارجية
- البوابة الوطنية للجماعات الترابية
- المندوبية السامية للتخطيط